# Ecquemicourt
Ecquemicourt is een dorp in de Franse gemeente Maresquel-Ecquemicourt in het departement Pas-de-Calais. Ecquemicourt ligt in het oosten van de gemeente. Ten noorden loopt de Canche.

## Geschiedenis
De plaats werd reeds op het eind van de 11de eeuw vermeld als Erkemari curtis. Uit de 12de eeuw dateren Erkemercort en Erchemercort.
Op het eind van het ancien régime werd Ecquemicourt een gemeente. In 1969 werd de gemeente Ecquemicourt, die in 1968 nog 99 inwoners telde, opgeheven en aangehecht bij de gemeente Maresquel, die in Maresquel-Ecquemicourt werd hernoemd.

## Bezienswaardigheden
- De Église Saint-Denis. Verschillende delen van het kerkmeubilair werden als monument historique geklasseerd. Een 18de-eeuwse preekstoel, afkomstig uit de Abdij van Saint-André-aux-Bois, werd in 1905 geklasseerd. Een 18de-eeuwse biechtstoel en 17de-eeuws ijzerwerk in het portaal werden in 1908 geklasseerd. De kerkklok uit 1790 werd in 1943 geklasseerd. Een miskelk en ciborie uit 1683 werden in 1979 geklasseerd.